# Koreanische Badminton-Assoziation
Die Koreanische Badminton-Assoziation ist die oberste nationale administrative Organisation in der Sportart Badminton in Seoul und wurde 1957 gegründet.

## Geschichte
Badminton wurde in Südkorea erstmals 1945 beim YMCA gespielt. 1957 brachte eine Regierungsdelegation das Spiel aus Japan erneut mit nach Südkorea, in dessen Folge ein nationaler Verband gegründet wurde. 1962 wurde der Verband assoziiertes Mitglied in der Badminton World Federation, damals als International Badminton Federation bekannt, da der Verband die erforderlichen 500 Mitglieder für eine Vollmitgliedschaft noch nicht erreicht hatte. Selbst 1970 waren erst zirka 500 Spieler registriert. Über 2500 Spieler 1980 stieg die Anzahl auf 14856 Sportler 1985 explosionsartig an. Mit dem Quantitätsgewinn war auch eine Qualitätsverbesserung des südkoreanischen Badmintons zu verzeichnen. Südkorea gehört heute zu den Top-10-Nationen in dieser Sportart. 

## Bedeutende Veranstaltungen, Turniere und Ligen
- Korea Open
- Korea Masters
- Korea International
- Südkoreanische Meisterschaft

## Persönlichkeiten
- Oh Sung-ki, Präsident
- Lee Yoon-Yong, ehemaliger Präsident